# Augusta de Schleswig-Holstein-Sonderburg-Glücksburg
Augusta de Schleswig-Holstein-Sonderburg-Glücksburg (Glücksburg (Alemanya), 27 de juny de 1633 - Augustenburg, 26 de maig de 1701) va ser una princesa danesa-alemanya, filla del duc Felip (1584-1663) i de Sofia de Saxònia-Lauenburg (1601-1660).

## Biografia
Va ser la tercera dels 15 fills del duc Philipp von Schleswig-Holstein-Zonderburg-Glyuksburg (1584-1663) i la seva esposa Sofia Hedwig von Sachsen-Lauenburg (1601-1660), filla del duc Francesc II von Sachsen-Lauenburg. El 15 de juny de 1651 es va casar a Copenhaguen amb Ernest Gunther de Schleswig-Holstein-Sonderburg-Augustenburg (1609-1689), fill del duc Alexandre (1573-1627) i de la comtessa Dorotea de Schwarzburg-Sondershausen (1579-1639).
Augusta es va casar a Copenhaguen el 15 juny 1651 amb el duc Ernst Gunther von Schleswig-Holstein-Zonderburg-Avgustenburg (1609-1689) des de la línia lateral de la Cambra de Oldenburg, el primer Duke i fundador de la línia de Schleswig-Holstein Zonderburg-Avgustenburg la tercera fill de Duke Alexander von Schleswig-Holstein-Zonderburg i la comtessa Dorothea von Schwarzburg-Sondershausen. És net del rei danès i noruec Hristian III. Els seus fills van ser Frederic (1652-1692), Sofia Amàlia (1654-1655), Felip Ernest (1655-1677), Sofia Augusta, nascuda i morta el (1657), Lluïsa Carlota (1658-1740) casada amb el duc Frederic Lluís de Schleswig-Holstein-Sonderburg-Beck (1653-1728), Ernestina Justina (1659-1662), Ernest August (1660-1731), Dorotea Lluïsa (1663-1721) abadessa d'Itzehoe, un fill nascut mort el (1665) i Frederic Guillem (1668-1714) casat amb Sofia Amàlia d'Ahlefeldt (1675-1741).